# Tapedrive

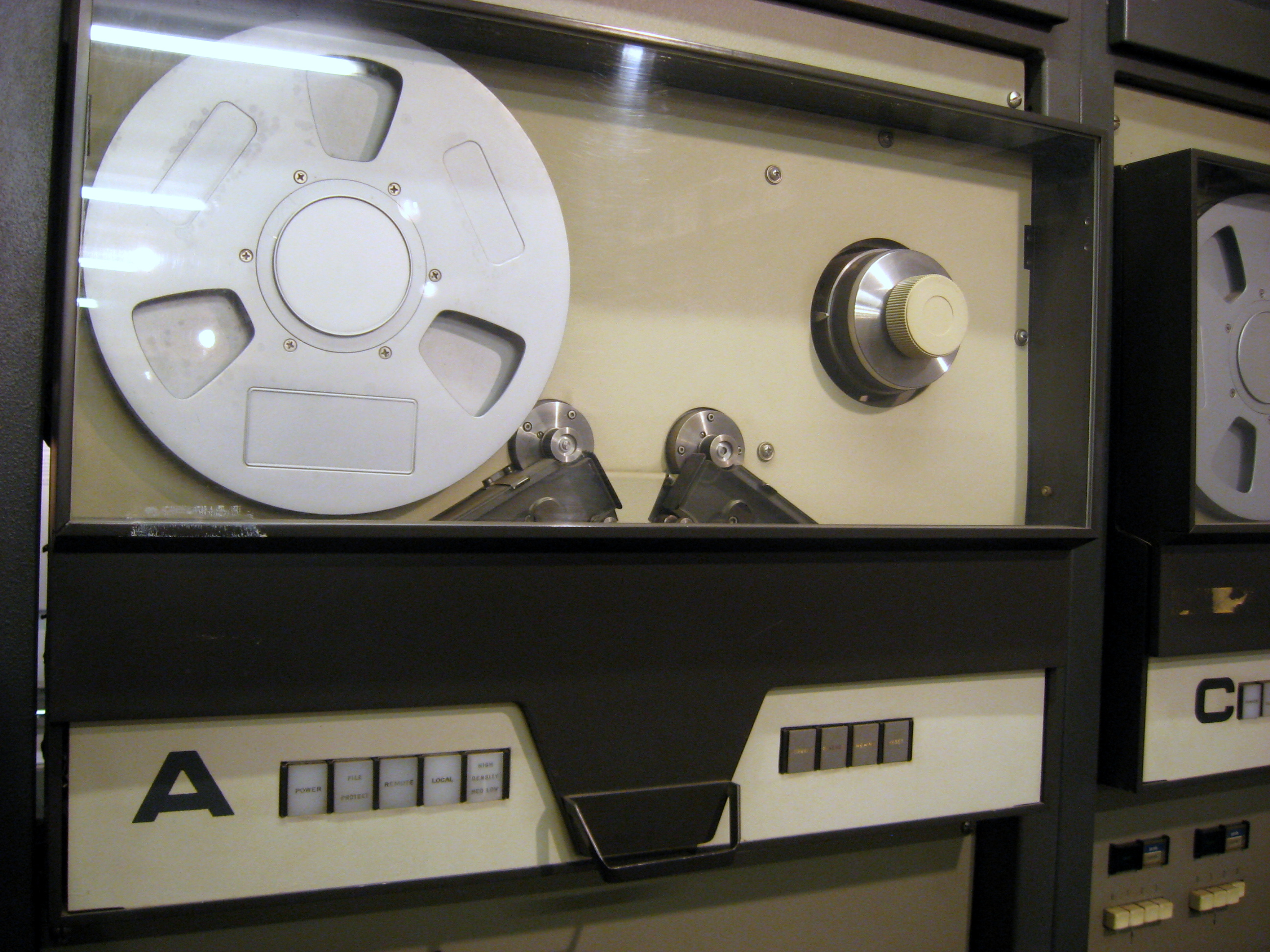
Tapedrive met losse spoelen

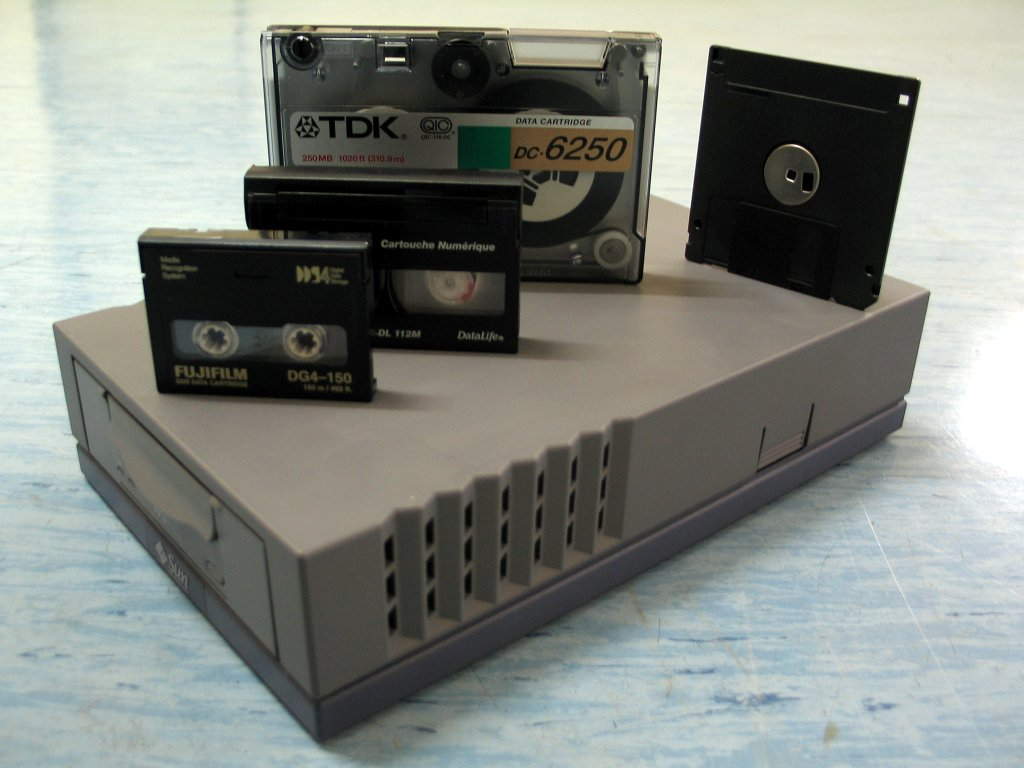
DDS tapedrive met van links naar rechts: 20GB DDS-4, 5GB Exabyte, 250MB QIC DC, 1,44MB 3.5" diskette

Een tapedrive is de algemene term voor apparatuur die bij computers gebruikt wordt om back-ups op magneetband te kunnen maken. Hoewel tot het midden van de jaren negentig losse spoelen werden gebruikt, bevindt tegenwoordig de magneetband zich altijd in een beschermende cassette. Omdat deze laatste makkelijk te verwisselen is, relatief robuust (in vergelijking met harde schijven) en een hoge capaciteit heeft (in vergelijking met beschrijfbare dvd's of cd's), is magneetband een veelgebruikt medium voor het veiligstellen en archiveren van grote hoeveelheden gegevens. Doordat voor het benaderen van gegevens de magneetband eerst vooruit- of teruggespoeld moet worden naar de plaats waar deze zich bevindt is, zijn tapesystemen minder geschikt voor directe verwerking.
De gegevens worden bij de huidige systemen digitaal op de band opgeslagen. Verschillen bestaan in de manier van beschrijven en lezen van de band:
- lineair: de band wordt langs een stilstaande kop getrokken (MLR, Travan, DLT, LTO en ADR)
- helical scan: de band loopt langs een trommel waarin een kop ronddraait (DAT/DDS, AIT, VXA en Exabyte). Deze techniek is afgeleid van de videorecorder.

Hoewel op de grootste tapes circa 12 TB opgeslagen kan worden, is dit zelden genoeg voor back-ups in een bedrijfs- of wetenschappelijke omgeving, waar soms wel datahoeveelheden van honderden terabytes (TB, 1000 gigabyte) moeten worden veiliggesteld. Om dit probleem op te lossen worden tapeloaders en taperobots ingezet, apparaten waarin één of meer tapedrives gecombineerd zijn met een mechanisme om de cassettes uit een houder of rek in de eigenlijke tapedrive, en na gebruik weer terug, te plaatsen.